# プレブドルジ・オルホン
プレブドルジ・オルホン（Pürevdorj Orkhon、1993年12月25日 - ）は、モンゴルのウランバートル出身の女子レスリング選手である。階級は62kg級。身長163cm。

## 来歴
2007年にレスリングを始めた。2013年の世界ジュニア55㎏級では準決勝で川井梨紗子に敗れるも3位になった。2016年のヤリギン国際大会58㎏級では決勝で世界チャンピオンの伊調馨に10－0のテクニカルフォール勝ちして優勝した。この結果、伊調は13年ぶりの敗戦を喫することになり、不戦敗を除く連勝記録も189で止まった。リオデジャネイロオリンピックでは2回戦でロシアのワレリア・コブロワに敗れるなどして7位に終わった。2017年には世界選手権の63㎏級で優勝した。2018年のアジア大会62㎏級では準決勝で60㎏級世界チャンピオンの川井梨紗子にフォール勝ちするなどして優勝した。これで個人戦の国際大会では2017年のヤリギン国際で勝って以来、10大会連続優勝を果たすことになった。しかしその後、アナボリックステロイドのスタノゾロールが検出されたことにより、アジア大会の金メダルを剥奪された。その後、2019年12月になってCASによりオルホンのドーピング違反が正式に確定した。2022年9月までの出場停止処分となった。復帰後の2022年11月にはワールドカップ団体戦で3位になった。2023年のアジア選手権では2位だった。

## 主な戦績
- 2012年 -　世界ジュニア　55㎏級　8位
- 2012年 -　ビーチレスリング世界ジュニア選手権　60㎏級　優勝
- 2013年 -　世界ジュニア　55㎏級　3位
- 2014年 -　世界軍人選手権　60㎏級　2位
- 2016年 -　ヤリギン国際大会　58㎏級　優勝
- 2016年 -　オリンピック予選　58㎏級　2位
- 2016年 -　ポーランドオープン　60㎏級　優勝
- 2016年 -　リオデジャネイロオリンピック　58㎏級　7位

63㎏級での戦績
- 2017年 -　ヤリギン国際大会　優勝
- 2017年 -　モンゴルオープン　優勝
- 2017年 -　ポーランドオープン　優勝
- 2017年 -　スペイン・グランプリ　優勝
- 2017年 -　世界選手権　優勝
- 2017年 -　世界軍人選手権　優勝
- 2017年 - ワールドカップ団体戦　3位

62㎏級での戦績
- 2018年 -　ヤリギン国際大会　優勝
- 2018年 -　アジア選手権　優勝
- 2018年 - ワールドカップ団体戦　3位
- 2018年 -　モンゴルオープン　優勝
- 2018年 -　アジア大会　優勝(後に失格)
- 2022年 - ワールドカップ団体戦　3位
- 2023年 - アジア選手権　2位

（出典）